# Église Saint-Joseph-Patriarche de Campi Salentina
L'église Saint-Joseph-Patriarche (italien : chiesa di San Giuseppe Patriarca) est un petit édifice religieux situé sur la commune de Campi Salentina dans la province de Lecce. 
Construite en 1672, elle se dresse dans le centre historique de la ville sur les fondations d'un précèdent édifice du XVe siècle, dédiée à Blaise de Sébaste.

## Description
L'église présente une façade sobre réalisée avec des blocs de tuf. Divisée en deux ordres par une corniche marcapiano; le premier avec un portail d'accès encadré d'un chambranle en pietra leccese (it) sculptée tandis que le second abrite au centre une lucarne. Quatre longs pilastres avec chapiteaux corinthiens, ornent ultérieurement la façade.
L'intérieur est composé d'une seule nef. De particulier intérêt artistique est le maître-autel dédié à saint Joseph; il est reconstruit, en style baroque, au début du XVIIIe siècle par l'architecte Giuseppe Cino.